# Phanaeus labreae
Phanaeus labreae là một loài bọ cánh cứng trong họ Bọ hung (Scarabaeidae).